# Lenda urbana
Lendas urbanas, mitos urbanos ou lendas contemporâneas são pequenas histórias de caráter fabuloso ou sensacionalista muitas vezes com elementos de mistérios ou também com temas horripilantes, amplamente divulgadas de forma oral, por e-mails ou pela imprensa e que constituem um tipo de folclore moderno. São frequentemente narradas como sendo fatos acontecidos a um "amigo de um amigo" ou de conhecimento público.
Muitas delas já são bastante antigas, tendo sofrido apenas pequenas alterações ao longo dos anos. Muitas foram mesmo traduzidas e incorporadas a outras culturas. É o caso, por exemplo, da história da loira do banheiro, lenda urbana brasileira que fala sobre o fantasma de uma garota jovem de pele muito branca e cabelos loiros que costuma ser avistada em banheiros, local onde teria se suicidado ou, em outras versões, sido assassinada.
Outras dessas histórias têm origem mais recente, como as que dão conta de homens seduzidos e drogados em espaços de diversão noturna que, ao acordarem no dia seguinte, descobrem que tiveram um de seus rins cirurgicamente extraído por uma quadrilha especializada na venda de órgãos humanos para transplante.
Muitas das lendas urbanas são, em sua origem, baseadas em fatos reais (ou preocupações legítimas), mas geralmente acabam distorcidas ao longo do tempo. Com o advento da Internet, muitas lendas passaram a ecoar de maneira tão intensa que se tornaram praticamente universais.

## Origens
O termo "lenda urbana" aparece em impressos pelo menos desde 1968. Jan Harold Brunvand, professor de inglês da Universidade de Utah, introduziu o termo ao público em geral através de uma série de livros publicados a partir de 1981. Brunvand usou sua coletânea de lendas, The Vanishing Hitchhiker: American Urban Legends & Their Meanings, para enfatizar dois pontos: primeiro, que lendas e folclores não acontecem exclusivamente nas chamadas sociedades primitivas ou tradicionais e, segundo, que pode-se aprender bastante sobre as culturas moderna e urbana ao estudar tais lendas. Desde então Brunvard publicou uma série de livros similares, sendo creditado como o primeiro a usar o termo "vetor" (inspirado no conceito de vetores biológicos) para descrever o indivíduo que ajuda a propapagar uma lenda urbana.

## Características
Suas principais características são:
- Uma forma narrativa (geralmente uma pequena história, porém bem estruturada);
- Procura sempre se autenticar por meio de testemunhas e provas supostamente existentes;
- As pessoas que as contam geralmente às ouviram de alguém e quando repassam a história costumam confirmá-la como se tivesse sido vivida por ela mesma.

## Exemplos de lendas urbanas

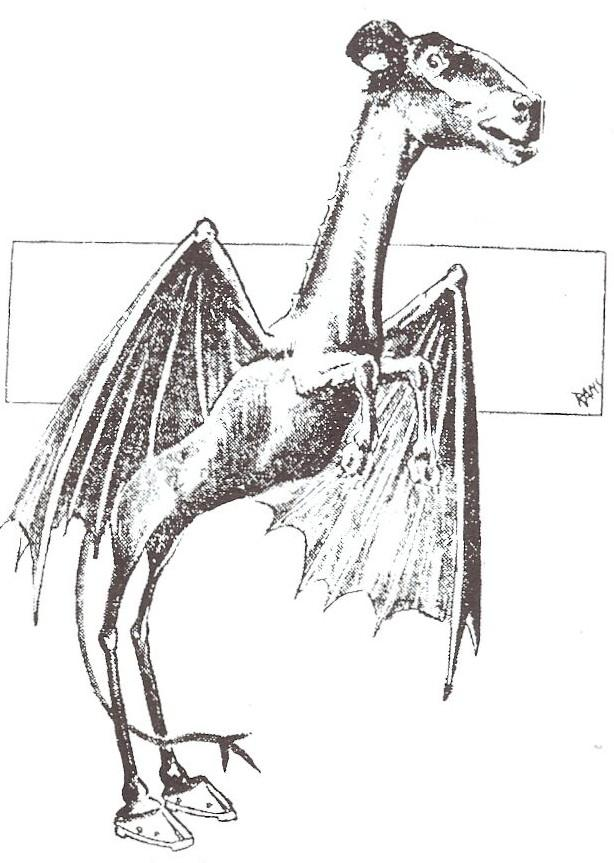
Uma ilustração do Demônio de Jersey, feita em 1909.

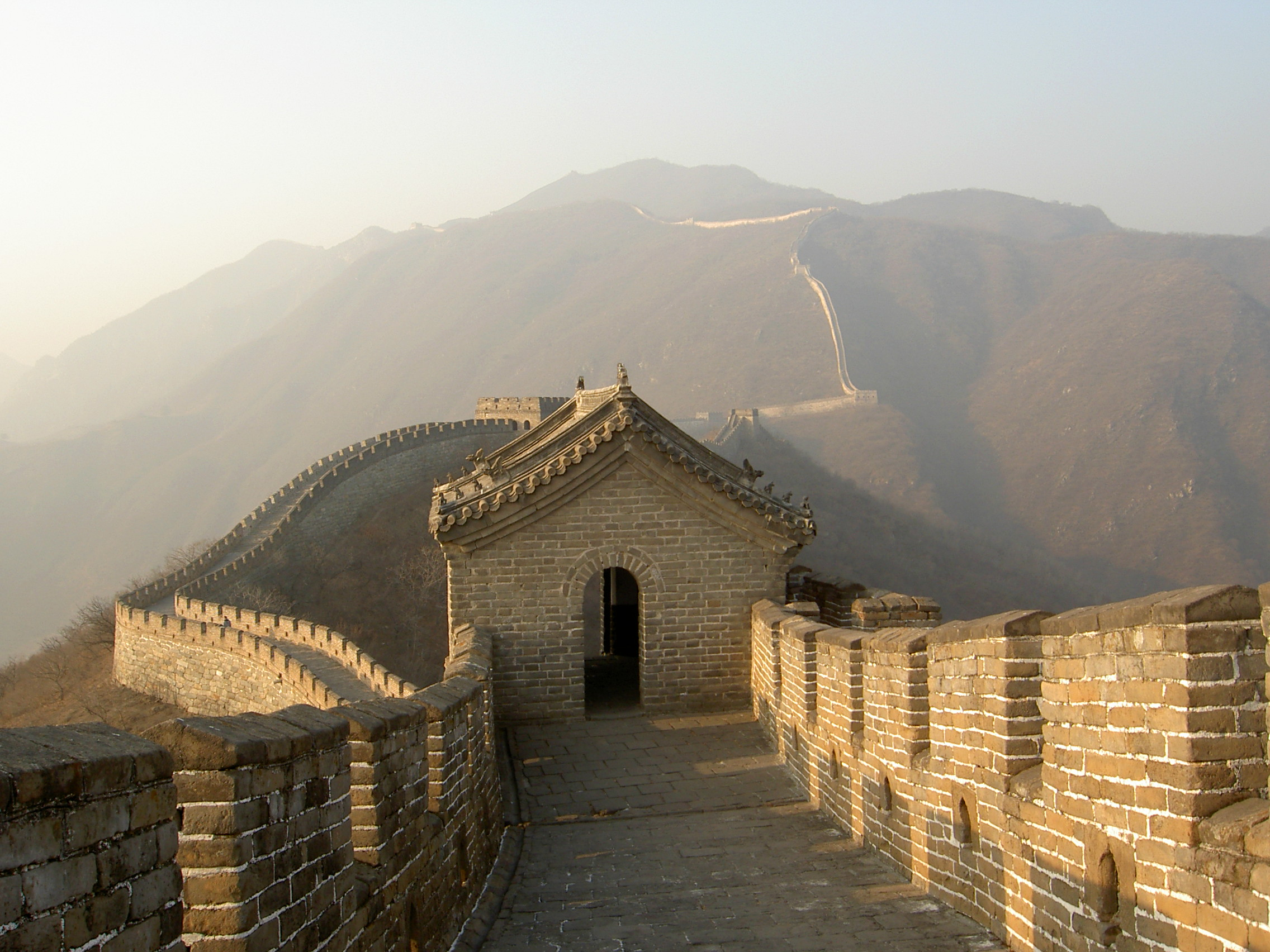
A Grande Muralha da China, alvo de uma lenda urbana que diz que é possível ver a olho nu a Grande Muralha da China a partir da Lua. Para tanto, seria necessário que a pessoa tivesse uma resolução óptica 17 000 vezes melhor do que a visão normal.

Algumas das mais conhecidas Lendas Urbanas:
- Setealém
- Maria Sangrenta (também conhecida por "A Bruxa do Espelho" ou "A Loira do Banheiro"[7])
- A Mulher do Táxi[8]
- O Trem Fantasma[8]
- O Opala Negro[8]
- A Bruxa de Ferro[8]
- A Fada do Dente[8]
- O Ladrão de Órgãos (também conhecido por "O Roubo do Rim"[8])
- O Lobisomem[8]
- A Boneca Enfeitiçada[1]
- O Fantasma da Loja de Brinquedos[8]
- A Gangue do Palhaço[9]
- A Gangue dos Monitores[8]
- O Amigo Imaginário[8]
- A Loira da Internet[8]
- A Casa das Vozes[8]
- A Casa de Campo[8]
- A Mulher de Branco[8]
- O Gato Preto[8]
- O Mistério do Acampamento Escolar[8]
- O Castelo do Terror[8]
- O Carona do Além[8]
- A Misteriosa Casa de Campo[8]
- O DVD Proibido (também conhecido por "O DVD Maldito"[8])
- ETS - Os Visitantes do Espaço[8]
- O Acampamento Sinistro[8]
- A Caixa Misteriosa[8]
- A Menina do Corredor[8]
- O Querido Diário[8]
- O Carona da Morte[8]
- A Brincadeira do Compasso[8]
- A Brincadeira do Copo[8]
- Mortos Vivos[8]
- O Homem Gancho[8]
- A Menina das Flores[8]
- O Guardião do Cemitério
- A Coleção de Bonecas
- A Ferrovia Fantasma
- O Menino Romãozinho
- Vestida Para Vingança
- Edward Mordake
- A Casa do Bosque e a Flor[8]
- A Maldição de Frankenstein
- A Maldição do Casarão
- A Maldição da Múmia[8]
- O Passageiro do Banco de Trás
- A Flor do Cemitério[8]
- O Monstro da Floresta
- Os Quadros das Crianças que Choram
- A Casa da Tal Família
- A Loira do Cemitério
- O Ladrão Sedutor
- A Aposta Perigosa
- A Pianista do Além
- O Tabuleiro Ouija
- A Mãe que Pede Carona
- O Homem do Saco
- O Vampiro
- Desafio da Momo
- Polybius (jogo eletrônico)